# 西安信息职业大学
西安信息职业大学，简称西信大，位于陕西省西安市长安区神禾三路268号。学校始于1992年创建的陕西电子科技职业学院，2005年学校迁新校址，2019年5月，更名为西安信息职业大学。